# Meme de los guantes de Bernie Sanders
El meme de los guantes de Bernie Sanders se refiere a una fotografía de Bernie Sanders, un senador de los Estados Unidos por Vermont, usando distintivos guantes (específicamente manoplas) y que parecía estar descansando durante la investidura presidencial de Joe Biden en enero de 2021, que se volvió viral como un meme de internet. Aumentó la popularidad de las manoplas y la fotografía fue parodiada de varias formas diferentes.

## Contexto
Durante la investidura presidencial de Joe Biden el 20 de enero de 2021, el fotógrafo de la Agence France-Presse, Brendan Smialowski, tomó una fotografía del senador de Vermont y excandidato presidencial Bernie Sanders. Representa a Sanders usando una mascarilla sentado en una silla con ropa de invierno, más notablemente un par de guantes tipo manopla grandes y esponjosos, que fueron hechos por la maestra de la escuela primaria de Vermont, Jen Ellis. La fotografía se convirtió en un popular meme de internet, se volvió viral y se publicó varias veces en una amplia gama de sitios web.

## Parodias y merchandising
La fotografía dio lugar a una serie de parodias, en las que Sanders fue editado en varias fotografías históricas y populares, similar a la foto viral Tourist Guy, incluyendo escenas de Batman, Star Trek y Wayne's World. Se creó un sitio web que permite colocar la imagen de Sanders en cualquier fotografía de Google Street View. Posteriormente, con la foto se fabricó otras mercancías, entre ellos platos, camisetas, pegatinas y copas de vino. Sanders respondió bien al meme y las diversas ediciones, y decidió usar la fotografía para vender sudaderas, con la fotografía viral, con fines benéficos, de los cuales los ingresos totalizaron al menos $ 1.8 millones.
Como resultado del meme, Ellis recibió miles de pedidos de guantes, lo que provocó que se agotaran. Ha publicado los diseños para que la gente haga guantes similares. Ellis ha colaborado con Darn Tough Socks para producir una gama de calcetines con el mismo patrón que las manoplas, cuyas ganancias se destinarán a bancos de alimentos en Vermont. La escritora sobre tejido Kate Atherley ha acogido con satisfacción el interés en las manoplas resultante del meme. La chaqueta Burton Snowboards que usa Sanderse en la foto también ha aumentado su popularidad, lo que ha llevado a la empresa a donar 50 de ellas al Departamento de Niños y Familias de Burlington.